# Hrvatski nogometni kup 1995/96
Der Hrvatski nogometni kup 1995/96 war der fünfte Wettbewerb um den kroatischen Fußballpokal nach der Loslösung des kroatischen Fußballverbandes aus dem jugoslawischen Fußballverband.
NK Croatia Zagreb setzte sich in zwei Finalspielen gegen den NK Varteks Varaždin durch. Es war Zagrebs zweiter Pokalsieg in Kroatien und der neunte insgesamt.

## Modus
In jeder Runde einschließlich des Finales wurden jeweils Hin- und Rückspiele ausgetragen. Bei gleicher Anzahl an Toren aus beiden Spielen kam die Mannschaft weiter, die auswärts mehr Tore erzielt hatte. Herrschte auch hier Gleichstand, wurde ein Elfmeterschießen zur Ermittlung des Siegers ausgetragen.

## Ergebnisse

### Sechzehntelfinale
Die Hinspiele fanden am 15. und 16. August 1995 statt, die Rückspiele am 3. und 6. September.
|                          | Gesamt          |                             | Hinspiel | Rückspiel |
| ------------------------ | --------------- | --------------------------- | -------- | --------- |
| NK MIV Sračinec          | 01:21           | NK Croatia Zagreb           | 0:11     | 1:10      |
| NK Pomorac Kostrena      | 1:3             | Hajduk Split                | 0:2      | 1:1       |
| NK PIK Vrbovec           | 00:10           | Inker Zaprešić              | 0:3      | 0:7       |
| NK Varteks Varaždin      | 9:0             | NK Jedinstvo Donji Miholjac | 5:0      | 4:0       |
| NK Hrvatski dragovoljac  | 2:3             | NK Zadar                    | 2:0      | 0:3       |
| NK Rovinj                | 00:12           | NK Belišće                  | 0:5      | 0:7       |
| NK Marsonia              | 4:0             | NK Istra Pula               | 3:0      | 1:0       |
| NK Neretva Metković      | 4:3             | NK Bjelovar                 | 4:1      | 0:2       |
| NK Slaven Belupo         | 1:1 (4:5 i. E.) | NK Croatia Đakovo           | 1:0      | 0:1       |
| NK Čakovec Union         | (a)3:3(a)       | Cibalia Vinkovci            | 3:1      | 0:2       |
| HNK Šibenik              | 8:1             | NK Graničar Županja         | 6:1      | 2:0       |
| NK Nehaj Senj            | 2:8             | HNK Rijeka                  | 1:5      | 1:3       |
| NK Raštane               | 01:10           | NK Osijek                   | 1:7      | 0:3       |
| NK Croatia Đakovo        | 2:8             | HNK Dubrovnik               | 2:3      | 0:5       |
| NK Napredak Velika Mlaka | 00:14           | NK Zagreb                   | 0:5      | 0:9       |
| HNK Segesta Sisak        | 9:0             | NK Karlovac                 | 2:0      | 7:0       |

### Achtelfinale
Die Hinspiele fanden am 10. und 11. Oktober 1995 statt, die Rückspiele am 24. und 25. Oktober.
|                     | Gesamt          |                     | Hinspiel | Rückspiel |
| ------------------- | --------------- | ------------------- | -------- | --------- |
| NK Belišće          | 3:8             | NK Croatia Zagreb   | 2:2      | 1:6       |
| NK Marsonia         | 1:1 (4:2 i. E.) | Hajduk Split        | 1:0      | 0:1       |
| NK Neretva Metković | 3:4             | Inker Zaprešić      | 1:1      | 2:3       |
| NK Slaven Belupo    | 1:2             | HNK Rijeka          | 1:1      | 0:1       |
| Cibalia Vinkovci    | 1:4             | NK Osijek           | 1:0      | 0:4       |
| HNK Šibenik         | 1:5             | NK Varteks Varaždin | 1:1      | 0:4       |
| HNK Segesta Sisak   | 3:4             | NK Zagreb           | 2:0      | 1:4       |
| HNK Dubrovnik       | 1:4             | NK Zadar            | 1:2      | 0:2       |

### Viertelfinale
Die Hinspiele fanden am 6. März 1996 statt, die Rückspiele am 20. und 27. März.
|                     | Gesamt |                   | Hinspiel | Rückspiel |
| ------------------- | ------ | ----------------- | -------- | --------- |
| NK Marsonia         | 00:10  | NK Croatia Zagreb | 0:5      | 0:5       |
| NK Zadar            | 1:0    | Inker Zaprešić    | 1:0      | 0:0       |
| NK Zagreb           | 7:0    | HNK Rijeka        | 5:0      | 2:0       |
| NK Varteks Varaždin | 4:1    | NK Osijek         | 4:1      | 0:0       |

### Halbfinale
Die Hinspiele des Halbfinals fanden am 3. April 1996 statt, die Rückspiele am 17. April.
|           | Gesamt |                     | Hinspiel | Rückspiel |
| --------- | ------ | ------------------- | -------- | --------- |
| NK Zadar  | 2:5    | NK Croatia Zagreb   | 1:3      | 1:2       |
| NK Zagreb | 1:5    | NK Varteks Varaždin | 1:2      | 0:3       |

### Finale

#### Hinspiel
| NK Varteks Varaždin                                | NK Varteks Varaždin | NK Croatia Zagreb | NK Croatia Zagreb |
| -------------------------------------------------- | --- | --- | ----------------- |
| NK Varteks Varaždin                                | \| 1. Mai 1996 in Varaždin (Stadion Anđelko Herjavec) \| \| Ergebnis: 0:2 (0:2) \| \| Zuschauer: 11.000 \| \| Schiedsrichter: Ante Kulušić \| \| Spielbericht \|                                                                                                 | \| 1. Mai 1996 in Varaždin (Stadion Anđelko Herjavec) \| \| Ergebnis: 0:2 (0:2) \| \| Zuschauer: 11.000 \| \| Schiedsrichter: Ante Kulušić \| \| Spielbericht \|                                                                                                   | NK Croatia Zagreb |
| NK Varteks Varaždin                                | Marijan Mrmić – Drazen Madunović (74. Saša Paska), Ivan Bančić (46. Miljenko Mumlek), Robert Težački (46. Mesud Duraković), Samir Toplak – Grgica Kovač, Andrija Balajić, Dražen Besek, Mladen Posavec – Zoran Brlenić, Davor Vugrinec Cheftrainer: Luka Bonačić | Dražen Ladić – Danijel Štefulj, Damir Krznar, Dario Šimić, Zvonimir Soldo – Srđan Mladinić, Marko Mlinarić (75. Daniel Šarić), Tomislav Rukavina, Zoran Mamić – Mark Viduka (46. Zoran Slišković), Igor Cvitanović (89. Silvio Marić) Cheftrainer: Zlatko Kranjčar | NK Croatia Zagreb |
| NK Varteks Varaždin                                | 0:1 Mark Viduka (8.) 0:2 Igor Cvitanović (12.) | | NK Croatia Zagreb |
| NK Varteks Varaždin                                | Bančić | Soldo, Šimić, Mladinić, Slišković | NK Croatia Zagreb |
| 1. Mai 1996 in Varaždin (Stadion Anđelko Herjavec) | | |                   |
| Ergebnis: 0:2 (0:2)                                | | |                   |
| Zuschauer: 11.000                                  | | |                   |
| Schiedsrichter: Ante Kulušić                       | | |                   |
| Spielbericht                                       | | |                   |

#### Rückspiel
| NK Croatia Zagreb                         | NK Croatia Zagreb | NK Varteks Varaždin | NK Varteks Varaždin |
| ----------------------------------------- | --- | --- | ------------------- |
| NK Croatia Zagreb                         | \| 16. Mai 1996 in Zagreb (Stadion Maksimir) \| \| Ergebnis: 1:0 (0:0) \| \| Zuschauer: 20.000 \| \| Schiedsrichter: Ante Kulušić \| \| Spielbericht \|                                                                                    | \| 16. Mai 1996 in Zagreb (Stadion Maksimir) \| \| Ergebnis: 1:0 (0:0) \| \| Zuschauer: 20.000 \| \| Schiedsrichter: Ante Kulušić \| \| Spielbericht \| | NK Varteks Varaždin |
| NK Croatia Zagreb                         | Dražen Ladić – Danijel Štefulj, Damir Krznar, Dario Šimić, Zvonimir Soldo – Josip Gašpar, Marko Mlinarić (28. Edin Mujčin), Tomislav Rukavina, Zoran Mamić (75. Alen Petrović) – Mark Viduka, Igor Cvitanović Cheftrainer: Zlatko Kranjčar | Marijan Mrmić – Drazen Madunović (75. Ivica Bančić), Krunoslav Gregorić, Miljenko Mumlek (61. Mario Ivankoviv), Zlatko Dalić (82. Robert Težački), Samir Toplak – Grgica Kovač, Andrija Balajić, Mladen Posavec – Zoran Brlenić, Davor Vugrinec Cheftrainer: Luka Bonačić | NK Varteks Varaždin |
| NK Croatia Zagreb                         | 1:0 Igor Cvitanović (60., Elfmeter) | | NK Varteks Varaždin |
| NK Croatia Zagreb                         | Cvitanović | Toplak, Kovač | NK Varteks Varaždin |
| 16. Mai 1996 in Zagreb (Stadion Maksimir) | | |                     |
| Ergebnis: 1:0 (0:0)                       | | |                     |
| Zuschauer: 20.000                         | | |                     |
| Schiedsrichter: Ante Kulušić              | | |                     |
| Spielbericht                              | | |                     |

## Torschützenliste
| Pl. | Name               | Mannschaft          | Tore |
| --- | ------------------ | ------------------- | ---- |
| 01. | Mark Viduka        | NK Croatia Zagreb   | 12   |
| 02. | Igor Cvitanović    | NK Croatia Zagreb   | 7    |
| 02. | Davor Vugrinec     | NK Varteks Varaždin | 7    |
| 04. | Zoran Slišković    | NK Croatia Zagreb   | 6    |
| 05. | Robert Regvar      | NK Zagreb           | 5    |
| 05. | Đovani Roso        | NK Zagreb           | 5    |
| 07. | Ahmet Brković      | HNK Dubrovnik       | 4    |
| 07. | Miroslav Matoković | NK Belišće          | 4    |
| 07. | Alen Petrović      | NK Croatia Zagreb   | 4    |
| 07. | Igor Toth          | NK Varteks Varaždin | 4    |
| 07. | Tomislav Žitković  | Inker Zaprešić      | 4    |